# 堀直清
堀 直清（ほり なおきよ）は、安土桃山時代から江戸時代前期の武将、大名。堀直政の長男。

## 生涯
天正元年（1573年）、堀氏家臣・堀直政の長男として誕生。
堀宗家の当主・堀秀治と忠俊に仕える。父・直政の名代として三条城主となる。慶長5年（1600年）の関ヶ原の戦いでは父と共に東軍に属し、越後で発生した上杉氏残党による一揆の鎮圧に尽力した。8月4日、上杉方が土民を騙り、三条城を攻撃、直清は敵を数多く討ち取り撃退した。そののち一揆勢は越後の境である加茂山に砦を構え、9月8日、会津の兵3000余人とともに大崎へ出陣するが、直清は三条城より討って出て、敵将を討ち取り、徳川秀忠から賞賛された。
慶長13年（1608年）、父の死後に三条5万石の城主となり、堀家の執政職となる。ところが慶長15年（1610年）、弟・直寄が直清を徳川家康に訴えた。直清と直寄の仲は悪く、慶長14年に直清は幼君である忠俊に訴えて直寄を追放にしたが、これを不服とした直寄は江戸へ移ると、江戸・駿府の幕閣に訴訟した。
主君の忠俊、そして直清、直寄、親族の利重ら堀家の一族が駿府へ呼び出され、家康による裁定が行なわれた。この際に直清は浄土宗と日蓮宗の宗論を行わせ、敗れた浄土宗の僧侶十名を処刑した。家康は「家中取締不十分」とし、忠俊から所領を没収、忠俊は磐城平の鳥居忠政のもとへ配流となった。直清も所領没収、最上義光のもとへ配流となった。直寄は1万石の減封となった。
寛永18年（1641年）、死去。

## その後
直清の息子たちは、次男の主計直浄（家系図によっては直倫）は村上藩の叔父である直寄に仕え、村上除封後は新発田藩の溝口家に仕える。八男の主馬助直正（家系図によっては直信）は溝口宣直の母・長寿院の招きにより、新発田藩の溝口家に仕える。九男の新五左衛門直勝（家系図によっては直長）は信濃飯田藩の堀家に仕える。